# Nati nel 1351
| Questa pagina contiene informazioni ricavate automaticamente dalle voci biografiche con l'ausilio del template Bio e di un bot. L'aggiornamento è periodico e automatico e ricostruisce completamente la pagina. Se manca una persona in questa lista, sei pregato di non aggiungerla, ma accertati piuttosto che la sua voce biografica contenga il template Bio e che i dati anagrafici siano correttamente compilati. Se il template Bio manca, inseriscilo tu stesso o, in alternativa, metti l'avviso {{tmp\|Bio}} che ne segnala la mancanza. Se i dati riportati sono sbagliati, correggi direttamente la voce biografica; le modifiche saranno visibili in questa lista entro pochi giorni. Per chiarimenti vedi il progetto biografie. La lista contiene solo le 11 persone che sono citate nell'enciclopedia e per le quali è stato implementato correttamente il template Bio. Pagina aggiornata al 10 giu 2025. |

- 16 ottobre - Gian Galeazzo Visconti, politico italiano († 1402)
- 1º novembre - Leopoldo III d'Asburgo, duca († 1386)
- Antonio Baboccio da Piperno, abate, pittore e scultore italiano († 1435)
- Thomas de Camoys, nobile inglese († 1421)
- Casimiro IV di Pomerania, duca († 1377)
- Jacopo Donadei, vescovo cattolico italiano († 1431)
- Lorenzo de Monacis, storico e diplomatico italiano († 1428)
- Simone de' Prodenzani, poeta e letterato italiano († 1438)
- Suleyman di Bursa, poeta ottomano († 1422)
- Taddea Visconti, nobile italiana († 1381)
- Rainolfo de Monteruc, cardinale francese († 1382)